# Pristimantis flabellidiscus
Pristimantis flabellidiscus es una especie de anfibio anuro de la familia Craugastoridae.

## Distribución geográfica
Esta especie es endémica del municipio de Rangel en el estado de Mérida en Venezuela. Se encuentra a unos 2860 m sobre el nivel del mar en la cordillera de Mérida.

## Publicación original
- La Marca, 2007 "2006": Sinopsis taxonomica de dos generos nuevos de anfibios (Anura: Leptodactylidae) de los Andes de Venezuela. Herpetotropicos, vol. 3, n.º 2, p. 67-87[6]